# 音 (アルバム)
『音』（おと）はZABADAKの9thアルバム。1994年10月25日にBiosphere Recordsより発売

## 概要
- 前作「桜」から1年9ヶ月ぶりとなり、上野洋子が卒業後吉良のソロユニットになってから初のアルバムとなる。
- 全曲吉良が作曲・編曲を担当し、ほとんどの楽曲のリードボーカルを取っている、また吉良と親交の深いアーティスト達がゲストボーカルとして参加している。

## 曲目
- （全曲）作曲・編曲：吉良知彦

1. circus dream
  - 作詞：高橋鮎生、ヴォーカル：吉良知彦
2. 星の約束
  - 作詞：小峰公子、ヴォーカル：吉良知彦
3. 点灯夫
  - 作詞：小峰公子、ヴォーカル：吉良知彦
4. fatal flaw featuring Cara Jones
  - 作詞・ヴォーカル：Cara Jones
5. planet earth,I sing
  - 作詞：高橋鮎生、ヴォーカル：吉良知彦
6. 14の音
  - 作詞・ヴォーカル：宮原芽映・小峰公子・Cara Jones・保刈久明・佐藤マサハル・杉林恭雄・藤井珠緒・新居昭乃・濵田理恵・伊藤ヨタロウ・原マスミ・太田恵資・久保田洋司・種ともこ
7. 月のない空
  - 作詞：小峰公子、ヴォーカル：吉良知彦
8. 海を見に行く
  - 作詞：小峰公子、ヴォーカル：小峰公子・吉良知彦
9. 静かに窓を開けよう
  - 作詞：杉林恭雄、ヴォーカル：吉良知彦
10. 音
  - 作詞・ヴォーカル：吉良知彦